# Gerrit
Gerrit est une application Web libre et gratuite de revue de code pour le travail en équipe. Chacun peut y lire, approuver ou rejeter les modifications d'un code source via un navigateur web. Il s'utilise avec Git qui s'occupe de poster ces changements de code.

## Histoire
Il a été développé chez Google par Shawn Pearce (fondateur de JGit) pour le développement d'Android.
Initialement un ensemble de patchs pour Rietveld (en), il devint un fork quand ceux-ci n'ont pas été intégrés à Rietveld par son auteur Guido van Rossum.
Ces logiciels tirent tous deux leurs noms de Gerrit Rietveld (1888–1964), un designeur néerlandais.

## Conception
Initialement écrit en Python comme Rietveld, il est maintenant en Java avec SQL depuis la version 2. Gerrit utilise Google Web Toolkit pour générer le JavaScript à partir du Java.

## Logiciels développés avec Gerrit
- Android[6]
- CollabNet[7]
- Coreboot[8]
- eBay[9]
- Fondation Eclipse[10]
- Garmin[11]
- gem5[12]
- Gilt Groupe[13]
- GitEnterprise[14]
- GWT[15]
- Kitware (e.g. CMake)[16]
- LibreOffice[17],[18]
- LineageOS[19]
- OpenStack[20]
- Qt[21]
- Scilab[22]
- TYPO3[23],[24]